# Wzorowanie się
Wzorowanie się (także: ściąganie, zapożyczanie, inspiracja, kopiowanie, naśladownictwo, naśladowanie, imitatorstwo, imitowanie) – zapożyczanie pomysłów, koncepcji, idei, rozwiązań; wzorowanie się na cudzych przemyśleniach, rozwiązaniach i pomysłach.
Zwykle jest to działanie pozytywne i racjonalne (nie ma większego sensu wymyślać od nowa koła lub prochu ani wyważać tzw. otwartych drzwi). Zwłaszcza gdy pierwotna koncepcja (lub kilka pomysłów wziętych razem) stanowi tylko punkt wyjścia do opracowania lub udoskonalenia własnego rozwiązania.
Poeta Walt Whitman twierdził, że wzorowanie się na innych uznanych twórcach to nic zdrożnego, to najlepszy znany mi sposób na rozwój własnego talentu i poszukiwania własnej drogi. Takie naśladownictwo ma sens jednak tylko wtedy, gdy wzorujemy się na czymś lub kimś uznawanym za doskonalszego bądź lepszego od nas lub naszych dotychczasowych rozwiązań i idei. Fizyk, filozof i laureat nagrody Nobla Albert Einstein mawiał, że tylko wzorowanie się na wielkich i kryształowo czystych charakterach rodzi piękne idee i szlachetne czyny.
Czasem może być to działanie nielegalne i stanowić rodzaj plagiatu lub naruszać czyjeś prawa patentowe. W szczególnych przypadkach odróżnienie inspiracji cudzym projektem lub pomysłem od plagiatu lub kradzieży rozwiązań może być trudne i w dużym stopniu zależeć od poglądów i subiektywnej oceny osoby oceniającej takie działania.
Określenie „wzorowanie się” ma zdecydowanie pozytywny wydźwięk i należy je odróżnić od pojęcia naśladownictwa, które wyraża raczej obojętny stosunek do tej praktyki. Naśladować można nie tylko dobre cechy, ale także złe. Forma naśladownictwa źle ocenianego w kulturze i sztuce to epigonizm, natomiast zbyt daleko idące kopiowanie pomysłów, idei i prac naukowych to plagiat. Wzorowanie się nie jest karalne natomiast plagiat i naruszanie cudzych praw patentowych (w okresie obowiązywania ochrony patentowej i bez zgody właściciela patentu powiązanej zwykle z uiszczeniem opłat) w większości jurysdykcji podlega mniejszej lub większej karze i zwykle połączone jest wymogiem zadośćuczynienia osobom pokrzywdzonym.